# Trần Đình Ngôn
Trần Đình Ngôn (sinh năm 1942) quê tại Hải Dương, sống tại Hà Nội, là tiến sĩ, nhà viết kịch, đạo diễn sân khấu chèo, được tặng Giải thưởng Nhà nước về Văn học Nghệ thuật năm 2007 và Giải thưởng Hồ Chí Minh về Văn học Nghệ thuật năm 2017.

## Tiểu sử
Trần Đình Ngôn sinh năm 1942 tại xã An Bình, huyện Nam Sách, tỉnh Hải Dương - một trong những chiếc nôi của chèo cổ Việt Nam. Ông nội và bố của Trần Đình Ngôn đều là nhà Nho kiêm thầy thuốc đông y.
Năm 1961, đang là học sinh giỏi văn lớp 10 (hệ 10 năm) nên Trần Đình Ngôn được chọn vào dạy bổ túc văn hóa tại trường Đảng ở Hải Dương. Tình cờ trong lớp có một cán bộ của Đoàn chèo Tả Ngạn. Thấy Trần Đình Ngôn giỏi văn chương, vừa có năng khiếu hát và diễn chèo; người này đã đề xuất với lãnh đạo đoàn mời Trần Đình Ngôn về. Vốn đam mê chèo, tháng 6 năm 1962, Trần Đình Ngôn quyết định không thi tiếp đại học, đến Hải Phòng trở thành thành viên của Đoàn chèo Tả Ngạn (sau là Đoàn chèo Hải Phòng). Ông làm giáo viên bổ túc văn hóa tại đây rồi dần trở thành tác giả viết chèo. Ông đã trải qua các vị trí Phó trưởng phòng Văn nghệ Sở Văn hóa – Thông tin Hải Phòng, Phó trưởng Đoàn chèo Hải Phòng.
Năm 1975, ông theo học tại chức khoa Văn Trường Đại học Tổng hợp dưới sự giảng dạy của các nhà lý luận lớn như giáo sư Hoàng Xuân Nhị, Lê Đình Kị, Hà Minh Đức... Năm 1988 ông rời Hải Phòng về Hải Dương rồi lên Hà Nội.
Năm 1989, ông chuyển về công tác tại Tạp chí Sân khấu và Nhà xuất bản Sân Khấu. Sau khi hoàn thành luận án tiến sĩ ngữ văn vào năm 1996 với đề tài "Dân gian và bác học trong kịch bản chèo", ông trở thành giảng viên Trường Đại học Sân khấu - Điện ảnh Hà Nội, rồi sau đó làm Phó Viện trưởng, Viện trưởng Viện Sân khấu.
Hiện ông nghỉ hưu tại Hà Nội.

## Sự nghiệp
Đam mê, có tình cảm đặc biệt với nghệ thuật chèo, từ năm 15 tuổi Trần Đình Ngôn đã viết ca cảnh chèo cho các bạn cùng lớp diễn trong lễ tổng kết niên học. Năm 21 tuổi, ông có vở chèo đầu tiên chuyển thể từ tiểu thuyết "Tắt đèn" của Ngô Tất Tố, được Đài Tiếng nói Việt Nam phát trên truyền thanh và Đoàn văn công tỉnh đội Hưng Yên biểu diễn.
Tại Hội diễn Sân khấu toàn quốc năm 1970, lần đầu tiên Trần Đình Ngôn có hai vở diễn chuyển thể cùng lúc là "Tấm vóc Đại Hồng" và "Người Dao xuống núi" đã gây chú ý của giới trong nghề. Năm 1980, vở diễn "Chiếc nón bài thơ" của đoàn chèo Hải Phòng, mà ông vừa là tác giả vừa kiêm luôn đạo diễn, đã đoạt Huy chương vàng Hội diễn Sân khấu toàn quốc.
Hội diễn năm 1995, Trần Đình Ngôn có bốn vở dự thi thì cả bốn đều được giải với hai Huy chương vàng (vở "Duyên nợ ba sinh", "Nước mắt vua Đinh") và hai Huy chương bạc (vở "Chàng mãi võ và cô hàng quạt", "Lời sấm truyền từ quán trung tân"). Hội diễn sân khấu chèo toàn quốc năm 2005, trong tổng số gần 20 vở dự thi thì có tới 8 vở do ông viết kịch bản. Hội diễn năm 2011, ông có bốn vở dự thi, một vở đoạt Huy chương vàng, một vở đoạt Huy chương bạc. Cuộc thi nghệ thuật sân khấu chèo chuyên nghiệp toàn quốc 2013, vở "Chuông ngân rừng trúc" của ông đã mang đến Huy chương vàng cho Nhà hát Chèo Hải Dương. Liên hoan Chèo toàn quốc năm 2022, ông có ba vở dự thi, trong đó vở "Nguyễn Đình Nghị" do Nhà hát Chèo Hưng Yên dàn dựng đã giành Huy chương vàng... Một số kịch bản của ông đã được nhiều đơn vị cùng dàn dựng, tiêu biểu như "Trinh phụ hai chồng" có trên dưới 20 đoàn lựa chọn, cả dựng chèo và chuyển thể thành kịch dân ca, cải lương.
Năm 2005, Viện Sân khấu đã công bố một tài liệu: Sau 50 năm hoạt động sân khấu (1955-2005) riêng Trần Đình Ngôn đã đóng góp số kịch bản chiếm 33% Huy chương vàng, 25% Huy chương bạc của các vở chèo được tặng giải thưởng.
Tính đến 2023, ông đã có hơn 120 kịch bản dài, với hơn 100 kịch bản chèo, còn lại là các thể loại khác. Như vậy, Trần Đình Ngôn là tác giả viết nhiều nhất, khoẻ nhất và tác phẩm được sử dụng nhiều nhất trong đội ngũ các tác giả Việt Nam hiện đại.
Ông là tác giả của nhiều công trình nghiên cứu về chèo, như: "Đường trường phải chiều", "Kịch bản chèo từ dân gian đến bác học", "Nghệ thuật viết chèo", "Nghệ thuật biểu diễn chèo truyền thống", "Đặc trưng ngôn ngữ thể loại và nghệ thuật đạo diễn chèo", "Con đường phát triển của chèo", "Tào Mạt và chèo"...
Ông còn tham gia đào tạo nhiều nghệ sĩ chèo, tham gia hướng dẫn nghiên cứu sinh, sinh viên làm đề án tiến sĩ và thạc sĩ tại Trường Đại học Sân khấu - Điện ảnh Hà Nội và Viện Văn hóa Nghệ thuật Việt Nam, tham gia hội thảo khoa học, đi các tỉnh giúp đỡ phong trào sáng tác cơ sở v.v...
Sáng tác của Trần Đình Ngôn có sự phong phú về mặt đề tài, đó là sự khác biệt giữa Trần Đình Ngôn và một số tác gia kịch nổi tiếng khác. Trần Đình Ngôn sáng tác ít nhất trong 5 mảng đề tài khác nhau. Nếu chỉ tính trong 91 vở ông đã viết thì: đề tài khai thác từ văn học dân gian là 15; đề tài lịch sử danh nhân văn hoá là 26; đề tài hiện đại kể cả từ trước Cách mạng Tháng 8 năm 1945 là 33; đề tài cách mạng và lãnh tụ là 5; các đề tài khác như dã sử, nước ngoài, chèo cổ viết lại là 10. Điều này nói lên rằng Trần Đình Ngôn là nhà viết chèo đáp ứng được đòi hỏi của việc biểu diễn và thưởng thức chèo hiện nay.
Riêng trong giai đoạn từ năm 1963 đến 2014, Trần Đình Ngôn đã giành được 16 giải thưởng cho tác giả kịch bản. 56 vở diễn do ông viết kịch bản được tặng giải thưởng với 12 huy chương Vàng, 9 huy chương Bạc, 1 giải Vàng miền duyên hải; 2 giải B văn học nghệ thuật Bộ Quốc phòng, 28 tác phẩm xuất sắc của Hội Nghệ sĩ Sân khấu Việt Nam v.v...
| “                                                                      | TS Trần Đình Ngôn là một người thầy viết chèo có quá nhiều tác phẩm. Có thể nói, ông là một cây đại thụ trong làng chèo. Thầy Ngôn là người có kiến thức uyên bác về chèo, là pho tượng sống cả về lý luận và thực tiễn. Ông là một tấm gương sáng để anh chị em nghệ sĩ noi theo. | ” |
| — Nghệ sĩ nhân dân Thanh Ngoan - nguyên Giám đốc Nhà hát Chèo Việt Nam | |   |

Năm 2007, Trần Đình Ngôn được trao Giải thưởng Nhà nước về Văn học Nghệ thuật cho cụm ba tác phẩm: "Côn Sơn hiền sĩ", "Chiếc nón bài thơ", "Nước mắt vua Đinh". Năm 2017, ông được trao Giải thưởng Hồ Chí Minh về Văn học Nghệ thuật cho các tác phẩm: "Những vần thơ thép", "Nàng chúa ong", "Duyên nợ ba sinh".

### Đánh giá
- Về chèo, có lẽ Trần Đình Ngôn chỉ đứng sau Tào Mạt (tác giả lừng danh của bộ ba kịch bản "Bài ca giữ nước", được truy tặng Giải thưởng Hồ Chí Minh đợt 1 vào năm 1996).[8]
- Hiện nay Trần Đình Ngôn đang giữ những kỉ lục khó vượt của một tác giả sân khấu nói chung và một tác giả viết chèo nói riêng của Việt Nam.[5] Ông được mệnh danh là "vua chèo" trong làng chèo hiện đại.[2][5][7]

## Tác phẩm chính

### Kịch bản chèo
- "Côn Sơn hiền sĩ",
- "Chiếc nón bài thơ",
- "Nước mắt vua Đinh".
- "Những vần thơ thép",
- "Nàng chúa ong",
- "Duyên nợ ba sinh"
- "Dòng lệ Tố Như",
- "Lời sấm truyền từ quán trung tân",
- "Quả cau vàng",
- "Tiếng hát Trương Chi"
- "Tấm vóc Đại Hồng"
- "Người Dao xuống núi"
- "Trinh phụ hai chồng"
- "Chàng mãi võ và cô hàng quạt"
- "Chuông ngân rừng trúc"
- "Nguyễn Đình Nghị"
- "Bài hát của tình yêu",
- "Tiếng đàn bầu",
- "Cầu phúc",
- "Lá đắng của tình yêu",
- "Tâm đức Phật hoàng".
- "Tiếng sóng Bạch Đằng"
- "Tiếng hát người Dao",
- "Ngôi sao Hạ Long",
- "Tiếng vọng rừng xanh"

### Tác phẩm nghiên cứu
- "Đường trường phải chiều",
- "Kịch bản chèo từ dân gian đến bác học",
- "Nghệ thuật viết chèo",
- "Nghệ thuật biểu diễn chèo truyền thống",
- "Đặc trưng ngôn ngữ thể loại và nghệ thuật đạo diễn chèo",
- "Con đường phát triển của chèo",
- "Tào Mạt và chèo"...

## Giải thưởng
- Huy chương vàng Hội diễn Sân khấu toàn quốc 1980 (kịch bản và đạo diễn)[6]
- Huy chương bạc (cho tác giả sân khấu) tại Hội diễn sân khấu toàn quốc trong các năm 1979, 1985, 2000[12]
- 16 giải thưởng khác nhau cho tác giả kịch bản[9]

## Vinh danh
- Giải thưởng Nhà nước về Văn học Nghệ thuật năm 2007
- Giải thưởng Hồ Chí Minh về Văn học Nghệ thuật năm 2017